# Aleksander Terplan
Aleksander Terplan (mađarski Terplán Sándor, prekomurski Šandor Terplan) (Ivanovci, 1. svibnja, 1816. – Puconci, 18. ožujka, 1858.) slovenski je pisac, prevodilac i luteranski svećenik u Ugarskoj.

## Životopis
Rođen je kod Kančevca (Prekmurje) u braku Ivana Terplana i Žužane (rođ. Berke). Terplanova majka je bila iz plemićke rodbine i srodnica pisca Ivana Berkeja i križevačkog svećenika. Otac je bio vinogradar, krojač i upravitelj posjedi barona Szaller-ja u Ivanovcima.
Terplan je hodio u osnovnu školu u Domanjševce i Szentgyörgyvölgy. U Szentgyörgyvölgyu je učio latinski. Visoke studije je studirao u Kisegu i Sambotelu, zatim u Beču.
Završio je studije 1838. godine i bio je kapelan u Puconcima kod Ferenca Berkeja, nakon toga je istu službu obnašao jedno kratko vrijeme u Sambotelu. Godine 1843. vratio se u Slovensku krajinu. Godine 1844. je postao svećenik u Puconcima. Umro je u dobi 42 godina, pokopan je po svećeniku i piscu Rudolfu Cipotu. Grob ima u groblju Puconci.

## Djelo
Glavno djelo Aleksandra Terplana je prerađeno izdanje Nouvog Zákona Števana Küzmiča i prijevod Psalma na prekomurskom jeziku. Terplan je prepisao u prijevodu Novog zavjeta diftonge ou i ej sa slovima ô, ê. Stvorio je i nove riječi te preuzeo iz štajerskog slovenskog jezika. Pisao je i abecedare, rukopisne molitvenike i pjesme. Djelo Aleksandra Terplana je mnogo činilo za novi prekomurski književni jezik u 19. stoljeću.

## Djela
Knjige
- Dvakrat 52 Bibliszke Historie (Dvaput pedeset i dva biblijskih storija) 1847.
- Knige 'zoltárszke (Knjiga Psalma), 1848.
- Peszmi i réd (Pjesme i red), 1856.
- Kní'zicze dáni áldovov na orgone vu evang. czérkvi püczonszkoj (Knjižica danih blagoslova za orgulje u puconskoj luteranskoj crkvi), 1857.
- Krszcsánsztva Ábéczé (Početnica kršćanstva), 1869.

Rukopisi
- Agenda (Obred), rukopis 1838.
- Molitvi na rázlocsne potrebcsine (Molitve za raznovrstne potrebe), rukopis 1838.
- Molitvi pri Szprevájanyi i pokápanyi Mrtveczov (Molitve kod pratnje i pogreba mrtvaca), rukopis 1838.
- Szpoved Betecznikov (Ispovijed bolesnika), rukopis 1849.
- Betegek gyóntatása (Ispovijed bolesnika), mađarski rukopis 1849.
- Kranken-Communion (Ispovijed bolesnika), njemački rukopis 1849.
- Temetéskorra való imádságok (Molitve za pogrebe), mađarski rukopis 1849.)